# Pinnotheres latipes
Pinnotheres latipes is een krabbensoort uit de familie van de Pinnotheridae. De wetenschappelijke naam van de soort is voor het eerst geldig gepubliceerd in 1846 door Jacquinot, in Hombron & Jacquinot.